# Luka Nižetić
Luka Nižetić (ur. 12 sierpnia 1983 w Splicie) – chorwacki piosenkarz.

## Życiorys
Debiutował na rynku fonograficznym w 2005 albumem, zatytułowanym Premijera. Następnie wydał płyty: Slobodno dišem (2007) i Na tren i zauvijek (2008). W 2018 premierę miał jego kolejny album, pt. Ljubav je mukte.
Kilkukrotnie brał udział w ogólnokrajowym festiwalu Dora, będącym chorwackimi eliminacjami do Konkursu Piosenki Eurowizji: w 2003 (z piosenką „Robot”), w 2005 (z „Proljeće”, nagraną z zespołem Klapa Nostalgija), 2007 (z „Pusti me u san”) i 2019 (z „Brutalero”).
Jesienią 2007 w parze z Mirjaną Žutić wygrał w finale drugiej edycji programu Ples za zvijezdama, chorwackiej wersji formatu Dancing with the Stars.

## Dyskografia

### Albumy studyjne
- Premijera (2005)
- Slobodno dišem (2007)
- Na tren i zauvijek (2008)
- Kad zasvira... (2012)
- Ljubav je mukte (2018)